# Eadbert z Nortumbrii
Eadbert z Nortumbrii, Eadberht, Eadbyrht (data urodzenia nieznana; zm. 20 sierpnia 768) – władca anglosaskiego królestwa Nortumbrii w latach 737–758. Jego panowanie to okres ekspansji Nortumbrii, rozwoju gospodarczego, a zarazem sporów dynastycznych między dwoma rywalizującymi rodami. W 758 roku abdykował i został mnichem w klasztorze w Yorku.

## Pochodzenie
Nenniusz w swojej Historii Brittonum podaje genealogię Eadberta. Wywodził się z linii potomków Idy, wywodzącej się od jego syna Ocga, będącego w drugim w kolejności do objęcia władzy. Linia ta nazywana jest Leodwaldingami od imienia Leodwalda, dziadka Eadberta, ojca Cenreda i Ceolwulfa. Ojcem Eadberta był Eata. Jego brat, Egbert, został arcybiskupem Yorku. Pośrednio stało się to za sprawą Ceolwulfa, który usunął poprzedniego biskupa Yorku, Wilfryda II, w ramach reperkusji za jego zaangażowanie w spisek, którego celem było usunięcie króla z tronu i uwięzienie go w Lindisfarne. Prestiżową diecezję York Ceolwulf wolał przekazać w pewne ręce swego kuzyna.

## Panowanie
Eadbert został wyznaczony na władcę Nortumbrii przez swego kuzyna, Ceolwulfa, który w 737 roku abdykował i wstąpił do klasztoru na wyspie Lindisfarne.

### Konflikty dynastyczne
Mimo iż prawdopodobnie abdykacja Ceolwulfa była dobrowolna, niemal przez cały okres swego panowania Eadbert musiał udowadniać swoje prawa do tronu i rozprawiać się z innymi pretendentami. Jako pierwszy upomniał się o swoje prawa Eanwine, syn króla Edwulfa. Eadbert rozprawił się z nim krwawo – na jego rozkaz Ernwin został zabity w 740 roku, co rozsierdziło popierających go Piktów. Najsilniejszą opozycję stanowili jednak stronnicy ostatniego z rodu potomków wielkiego Etelfryda – Offy, syna króla Aldfritha. Eadbert zdecydował się w 750 roku na długie oblężenie Lindisfarne, gdzie w klasztorze przebywał Offa. Mimo zaciętego oporu wydobył z klasztoru athelinga, skazał go na śmierć, a ówczesnego opata Lindisfarne, Cynewulfa,  uwięził w twierdzy Bamburgh, a następnie w Yorku.

### Gospodarka

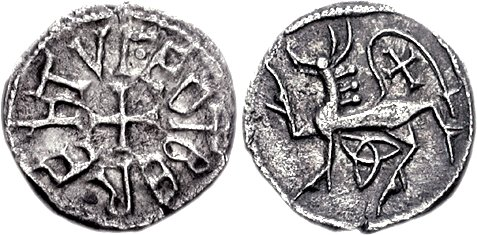
Sceat z imieniem Eadberta na awersie i wizerunkiem bestii na rewersie

Okres panowania Eadberta to w Nortumbrii okres rozkwitu gospodarczego. Przeprowadził również reformę monetarną, przywracając monetom wysoką zawartość srebra – do dziś zachowały się sceaty z jego imieniem i imieniem arcybiskupa Egberta. Były to monety zawierające od 50 do 75% srebra, podczas gdy monety innych władców z tego okresu zawierały zaledwie ok. 20%. Świadczy to o doskonałej kondycji królewskich finansów.

### Stosunki z Kościołem
Eadbert mógł sobie pozwolić na wiele kontrowersyjnych decyzji bez utraty poparcia ze strony duchowieństwa, gdyż jego brat był arcybiskupem Yorku. W ogóle współpraca między braćmi była tak dobra, że udało się im rozwiązać niektóre problemy na linii Kościół – król.
W 757 roku podjął próbę odzyskania części dóbr królewskich podarowanych Kościołowi przez swoich poprzedników: odebrał trzy dobra klasztorne (Stonegrave, Coxwold oraz Donæmuthe) opatowi Forthredowi i podarował je jego bratu Mollowi (prawdopodobnie rządził on później Nortumbrią jako Etelwald Moll). Forthred interweniował u papieża Pawła I, który nakazał Eadbertowi zwrot zawłaszczonego majątku i zabronił przekazywania dóbr kościelnych w świeckie ręce.

### Konflikty zewnętrzne
W 740 doszło do konfliktu z sąsiadami z północy – Piktami. Przyczyn tego konfliktu należy szukać zarówno w imperialnych zakusach Eadberta jak i w eskalacji niezadowolenia piktyjskiego władcy Angusa I, który popierał Ernwina w jego pretensjach do tronu Nortumbrii. Nieobecność w kraju Eadberta wykorzystał król Aethelbald i złupił przygraniczne ziemie, paląc również York.
W 750 roku Eadbert zdecydował się uderzyć na królestwo Strathclyde, zagarniając równinę Kyle.
Kolejną kampanię przeciw Strathclyde poprowadził w 756 roku, sprzymierzając się z niedawnym wrogiem, Angusem, królem Piktów. 1 sierpnia osaczyli króla Dumnaguala III w jego stolicy i zmusili go do kapitulacji. Jednak już 10 dni później, podczas marszu powrotnego, wojska Eadberta poniosły sromotną klęskę w okolicach dzisiejszego Govan.
Za czasów Eadberta udokumentowane są również kontakty Nortumbrii z krajem Franków. Zachowały się dokumenty potwierdzające wymianę darów między Eadbertem oraz królem frankijskim Pepinem Krótkim.

## Abdykacja, sukcesja i śmierć
W 758 roku Eadbert zdecydował się abdykować na rzecz swego syna Oswulfa. Wstąpił do klasztoru benedyktynów przy katedrze w Yorku, gdzie przebywał aż do śmierci. Zmarł 20 sierpnia 768 roku. Został pochowany w kruchcie katedry, obok grobu biskupa Egberta, który zmarł w 766 roku.